# 国家粮食局
国家粮食局，是已撤销的中华人民共和国国家发展和改革委员会管理的国家局，负责全国粮食流通宏观调控具体业务、行业指导和中央储备粮行政管理。2018年3月，组建国家粮食和物资储备局，不再保留国家粮食局。

## 沿革
1949年中华人民共和国建立之初，公粮的征收、保管、调度、供应归口于财政部门，粮食购销、调运、市场管理等经营工作归口于贸易部门。1950年8月5日，中央人民政府财政部发出《关于建立全国粮食管理系统将粮食处改为粮食管理总局命令》，1950年10月1日，财政部粮食处改组的粮食管理总局正式成立。中央人民政府贸易部所属的中国粮食公司和中央人民政府财政部所属的粮食管理总局，统一领导全国的粮食经营机构和粮食管理机构。
1952年8月7日，中央人民政府委员会第十七次会议通过的《关于调整中央人民政府机构的决定》以及中央人民政府政务院的命令，中国粮食公司和粮食管理总局于1952年9月1日合并成立中央人民政府粮食部。政务院财政经济委员会指导粮食部的工作。1969年9月15日，商业部、粮食部、全国供销合作总社、中央工商行政管理局合署办公。1970年7月1日，商业部、粮食部、全国供销合作总社、中央工商行政管理局正式合并组成商业部。
1979年4月27日，中共中央发出通知，再次决定成立粮食部。1982年2月22日第五届全国人大常委会第二十二次会议通过了《关于国务院机构改革问题的决议》，把商业部、全国供销合作总社和粮食部合并设立商业部。
1990年9月，国务院决定建立国家专项粮食储备制度，成立国家专项粮食储备领导小组与国家粮食储备局，负责国家粮食储备的管理工作。国家粮食储备局是国务院直属机构，由商业部代管。
1993年3月，根据第八届全国人大第一次会议批准的国务院机构改革方案，撤销商业部、物资部，组建国内贸易部，原商业部粮食综合司、粮食购销司、粮食储运局、国家粮食储备局合并，组建新的国家粮食储备局，为国内贸易部管理的国家局，副部级。1999年11月24日，国务院办公厅印发国家粮食局“三定”规定，规定国家粮食局承担粮食储备管理和宏观调控职能。
2018年3月17日第十三届全国人民代表大会第一次会议通过《第十三届全国人民代表大会第一次会议关于国务院机构改革方案的决定》，批准《国务院机构改革方案》。方案规定：“组建国家粮食和物资储备局。将国家粮食局的职责，国家发展和改革委员会的组织实施国家战略物资收储、轮换和管理，管理国家粮食、棉花和食糖储备等职责，以及民政部、商务部、国家能源局等部门的组织实施国家战略和应急储备物资收储、轮换和日常管理职责整合，组建国家粮食和物资储备局，由国家发展和改革委员会管理。不再保留国家粮食局。”

## 职责
1. 研究提出全国粮食宏观调控、总量平衡以及粮食流通的中长期规划、进出口总量计划和收储、动用中央储备粮的建议，拟订粮食流通体制改革方案并组织实施，推动国有粮食企业改革，研究提出现代粮食流通产业发展战略的建议。
2. 承担粮食监测预警和应急责任，负责全国粮食流通宏观调控的具体工作，研究提出粮食最低收购价原则的建议，指导协调最低收购价粮食等政策性粮食购销和粮食产销合作。
3. 起草全国粮食流通和中央储备粮管理的法律法规草案和有关政策并监督执行，制定粮食流通、粮食库存监督检查制度并组织实施，负责对粮食收购、储存环节的粮食质量安全和原粮卫生进行监督管理。
4. 负责粮食流通的行业管理，制定行业发展规划、政策，拟订有关国家标准，指导粮食收购市场准入标准的制定并组织实施，指导粮食流通的科技进步、技术改造和新技术推广，拟订国家粮食质量标准，制定粮食储存、运输的技术规范并监督执行，开展粮食流通的对外合作与交流。
5. 承担中央储备粮行政管理责任，会同有关部门研究提出中央储备粮的规模、总体布局和收购、销售、进出口总量计划，会同有关部门审批中央储备粮轮换计划并监督实施，监督检查中央储备粮的数量、质量和储存安全，制定中央储备粮管理的技术规范并监督执行，指导中国储备粮管理总公司的业务。
6. 拟订全国粮食市场体系建设与发展规划并组织实施，编制粮食流通、仓储、加工设施建设规划，管理有关粮食流通设施国家投资项目。
7. 承办国务院及国家发展和改革委员会交办的其他事项[7]。

## 机构设置

### 内设机构
- 办公室
- 调控司
- 政策法规司
- 规划财务司
- 仓储与科技司
- 执法督查局
- 外事司
- 人事司
- 直属机关党委
- 离退休干部办公室[8]

### 直属单位
- 军粮供应服务中心
- 标准质量中心
- 中国粮食研究培训中心
- 国家粮油信息中心
- 粮食交易协调中心
- 科学研究院
- 中国粮食经济杂志社
- 机关服务中心[8]

### 联系单位
- 中国粮食经济学会
- 中国粮油学会[8]

## 历任领导
| 局长 - 聂振邦（2000年3月－2012年4月） - 任正晓（2012年4月－2016年10月） - 张务锋（2017年2月－2018年3月） 副局长 …… - 曾丽瑛（2004年6月－2018年3月） - 卢景波（2012年9月－2018年3月） - 徐鸣（2013年2月－2018年3月）（保留副部长级待遇） - 韩卫江（2017年12月－2018年3月） 总工程师 - 何毅（2013年11月－2018年3月） | 党组书记 …… - 张务锋（2017年2月－2018年3月） 党组成员 - 曾丽瑛（2004年6月－2018年3月） - 卢景波（2012年9月－2018年3月） - 徐鸣（2013年2月－2018年3月） - 韩卫江（2017年12月－2018年3月） |

## 中央纪委驻国家粮食局纪检组
中央纪委驻国家粮食局纪检组（监察部驻国家粮食局监察局）是中央纪委监察部派驻机构。2016年撤销，改由中央纪委驻国家发展和改革委员会纪检组综合监督。
| 组长 副组长 | 正局级纪律检查员 副局级纪律检查员 |